# Nuria Cabanillas
Nuria Cabanillas Provencio (née le 9 août 1980 à Barcelone) est une gymnaste rythmique espagnole.

## Biographie
Nuria Cabanillas est née le 9 aout 1980 à Villafranca del Panadès à Barcelone et elle a déménagé avec ses parents à Badajoz pour un an et demi. Elle s’est initiée à la gymnastique rythmée à huit ans. Nuria aimait la danse et la musique, motivée par sa mère qui pratiquait la gymnastique, elle s’inscrit en classe de gymnastique rythmée au Pavillon des Palmiers. Après avoir été quelques années dans les Écoles Sportives Municipales, Nuria est passée au Club Padeba et au Club Gymnastique Badajoz. Elle a fait partie de l'équipe nationale junior au Championnat d'Europe de Tesalónica de 1994 en finissant à la cinquième position. En 1995 elle a obtenu le bronze au concours général de la catégorie d'honneur du Championnat de l'Espagne Individuelle à Alicante. Nuria Cabanillas remporte aux Jeux olympiques d'été de 1996 à Atlanta la médaille d'or par équipe avec Marta Baldó, Estela Giménez, Lorena Guréndez, Tania Lamarca et Estíbaliz Martínez.

## Palmarès

### Jeux olympiques
- Atlanta 1996
  -  médaille d'or par équipe.

### Championnats du monde
- Budapest 1996
  -  médaille d'argent par équipe.